# Park Falls (Wisconsin)
Park Falls es una ciudad ubicada en el condado de Price en el estado estadounidense de Wisconsin. En el Censo de 2010 tenía una población de 2.462 habitantes y una densidad poblacional de 248,19 personas por km².

## Geografía
Park Falls se encuentra ubicada en las coordenadas 45°56′20″N 90°26′32″O / 45.93889, -90.44222. Según la Oficina del Censo de los Estados Unidos, Park Falls tiene una superficie total de 9.92 km², de la cual 9.32 km² corresponden a tierra firme y (6.06%) 0.6 km² es agua.

## Demografía
Según el censo de 2010, había 2.462 personas residiendo en Park Falls. La densidad de población era de 248,19 hab./km². De los 2.462 habitantes, Park Falls estaba compuesto por el 94.72% blancos, el 0.41% eran afroamericanos, el 0.28% eran amerindios, el 0.61% eran asiáticos, el 2.32% eran isleños del Pacífico, el 0.04% eran de otras razas y el 1.62% pertenecían a dos o más razas. Del total de la población el 0.97% eran hispanos o latinos de cualquier raza.